# Tim Maia
Tim Maia, pseudonimo di Sebastião Rodrigues Maia (Rio de Janeiro, 28 settembre 1942 – Niterói, 15 marzo 1998), è stato un cantante e compositore brasiliano.
Fu uno dei pionieri del soul nella MPB: con la sua voce cristallina e penetrante,  ha lasciato un'impronta indelebile nella musica di fine XX secolo in tutto il Brasile.

## Biografia
Nato a Rio de Janeiro il 28 settembre 1942, penultimo di diciannove fratelli, cominciò a comporre musica già da ragazzino, a circa 14-15 anni.
La sua carriera musicale vera e propria iniziò come batterista nel gruppo Tijucanos do Ritmo, formatosi nella chiesa dei Cappuccini vicino a casa sua. Ben presto passò alla chitarra. A quell'epoca, Tim aveva il soprannome di "Babulina", a causa della pronuncia Bop-A-Lena di Ronnie Self.
Nel 1957 fondò il gruppo The Sputniks, del quale fecero parte, fra gli altri,  Roberto Carlos, Arlênio Silva, Edson Trindade e Wellington.
Fra il 1959 e il 1963 visse negli USA.
Nel 1970 incise il suo primo LP, Tim Maia. Negli anni seguenti vennero altri LP caratterizzati dal solo numero progressivo sul suo nome in copertina. Dal 1975 al 1977 aderì alla dottrina Cultura Racional, cantando, in questo periodo, Que Beleza e Rodésia. Poco dopo tornò al suo stile di musica preferito, immettendo sul mercato grandi successi come Descobridor dos Sete Mares, Sossego (colonna sonora del film cult Nos Embalos de Ipanema) e Me Dê Motivo.
Tesserato per il Partido Socialista Brasileiro, tentò di farsi eleggere al senato dello Stato di Rio nel 1998.
Tim Maia ebbe sempre gravi problemi di obesità, causata anche dall'abuso di alcolici e di cocaina: morì a Niterói il 15 marzo 1998, per un'infezione generalizzata, dovuta all'abbassamento di barriere immunitarie. Pochi mesi prima del decesso gli era anche stato diagnosticato il diabete mellito di tipo 2.
Era zio di Ed Motta.

## Omaggi
- Nel 2007, lo scrittore Nelson Motta, amico di Maia, ha pubblicato il romanzo biografico Vale Tudo - O Som e a Fúria de Tim Maia.
- Nel 2014 è stato lanciato il film Tim Maia per la regia di Mauro Lima.

## Discografia

### Album in studio
| Anno | Titolo                                              | Formato |
| ---- | --------------------------------------------------- | ------- |
| 1970 | Tim Maia                                            | LP e CD |
| 1971 | Tim Maia (volume 2)                                 | LP e CD |
| 1972 | Tim Maia (volume 3)                                 | LP e CD |
| 1973 | Tim Maia (volume 4)                                 | LP e CD |
| 1975 | Tim Maia Racional, Vol. 1                           | LP e CD |
| 1976 | Tim Maia (volume 5)                                 | LP e CD |
| 1976 | Tim Maia Racional, Vol. 2                           | LP e CD |
| 1977 | Tim Maia (volume 6)                                 | LP      |
| 1978 | Tim Maia Disco Club                                 | LP      |
| 1978 | Tim Maia em Inglês                                  | LP      |
| 1978 | Tim Maia (volume 7)                                 | LP e CD |
| 1979 | Reencontro                                          | LP      |
| 1980 | Tim Maia (volume 8)                                 | LP e CD |
| 1982 | Nuvens                                              | LP e CD |
| 1983 | O Descobridor dos Sete Mares                        | LP e CD |
| 1984 | Sufocante                                           | LP e CD |
| 1985 | Tim Maia (volume 9)                                 | LP e CD |
| 1986 | Tim Maia (volume 10)                                | LP e CD |
| 1987 | Somos América                                       | LP e CD |
| 1988 | Carinhos                                            | LP e CD |
| 1990 | Dance Bem                                           | CD      |
| 1990 | Tim Maia Interpreta Clássicos da Bossa Nova         | LP e CD |
| 1991 | Sossego                                             | LP e CD |
| 1993 | Não Quero Dinheiro                                  | LP e CD |
| 1993 | Tim Maia Romântico                                  | CD      |
| 1994 | Voltou Clarear                                      | CD      |
| 1995 | Nova Era Glacial                                    | CD      |
| 1997 | Pro Meu Grande Amor                                 | CD      |
| 1997 | Sorriso de Criança                                  | CD      |
| 1997 | What a Wonderful World                              | CD      |
| 1997 | Tim Maia & Os Cariocas: Amigos do Rei               | CD      |
| 1997 | Só Você (Para Ouvir e Dançar)                       | CD      |
| 1998 | O Melhor de Tim Maia                                | CD      |
| 1999 | Soul Tim                                            | CD      |
| 1999 | Inesquecível                                        | CD      |
| 2001 | Tim Maia pra Sempre                                 | CD      |
| 2001 | Warner 25 Anos                                      | CD      |
| 2002 | Série Identidade                                    | CD      |
| 2002 | Tim Maia Canta em Inglês: These Are the Songs       | CD      |
| 2002 | Vou Pedir pra Você Voltar                           | CD      |
| 2003 | Forró do Brasil                                     | CD      |
| 2004 | Soul Tim: Duetos                                    | CD      |
| 2004 | A Arte de Tim Maia                                  | CD      |
| 2004 | I Love MPB                                          | CD      |
| 2006 | Novo Millennium                                     | CD      |
| 2006 | Dançando a Noite Inteira (Jorge Ben Jor e Tim Maia) | CD      |
| 2011 | Tim Maia Racional, Vol. 3                           | CD      |

### Dal vivo
| Anno | Titolo              | Formato   |
| ---- | ------------------- | --------- |
| 1992 | Tim Maia ao Vivo    | CD et DVD |
| 1998 | Tim Maia ao Vivo II | CD et DVD |
| 2007 | Tim Maia in Concert | CD et DVD |

## Onorificenze
- 1988: Premio Sharp nella categoria Miglior Cantante.